# Wenonah
Ne doit pas être confondu avec Wenona.
Wenonah est un borough situé dans le comté de Gloucester, dans l’État du New Jersey, aux États-Unis, à 16 km au sud de Philadelphie. Sa population s’élevait à 2 278 habitants lors du recensement de 2010, estimée à 2 248 habitants en 2016.
Wenonah a obtenu le statut de borough par un acte de la législature du New Jersey le 10 mars 1883, sur la base d'un référendum qui s'est tenu deux jours plus tôt. Il tient son nom du personnage de la mère dans Le Chant de Hiawatha. Il est une dry town où l'alcool ne peut être vendu.

## Source de la traduction
- (en) Cet article est partiellement ou en totalité issu de l’article de Wikipédia en anglais intitulé « Wenonah, New Jersey » (voir la liste des auteurs).